# Geografija Libije
Libija je četrta največja država v Afriki in šestnajsta največja država na svetu. Je ob Sredozemskem morju z Egiptom na vzhodu, Tunizijo na severozahodu, Alžirijo na zahodu, Nigrom in Čadom na jugu ter Sudanom na jugovzhodu. Čeprav so odkritja nafte v 1960-ih prinesla ogromno bogastvo, je bila v času svoje neodvisnosti izjemno revna puščavska država, katere edina pomembna fizična prednost je bila njena strateška lokacija na sredini severnega roba Afrike.
Libija je bila na dosegu roke večjim evropskim državam in je povezovala arabske države Severne Afrike z državami Bližnjega vzhoda, zaradi česar so njena urbana središča skozi zgodovino postala živahna križišča in ne izolirane zaledne vode brez zunanjih družbenih vplivov. Posledično se je med mesti, kozmopolitskimi in naseljenimi pretežno s tujci, in puščavskim zaledjem, kjer so plemenski poglavarji vladali izolirano in kjer so bile družbene spremembe minimalne, razvila velikanska družbena vrzel.

## Povzetek
Sredozemska obala in puščava Sahara sta najvidnejši naravni značilnosti države. Obstaja več visokogorja, vendar ni pravih gorskih verig, razen v večinoma prazni južni puščavi blizu meje s Čadom, kjer se masiv Tibesti dviga na več kot 2200 metrov. Razmeroma ozek obalni pas in visokogorske stepe neposredno južno od njega so najproduktivnejše kmetijske regije. Še dlje proti jugu se pastirska cona redkih travišč umakne prostrani puščavi Sahara, nerodovitni puščavi skalnatih planot in peska. Podpira minimalno človeško bivanje, kmetijstvo pa je možno le v nekaj razpršenih oazah.
Puščava Sahara je povezana z zalivom Sirta na obali z nerodovitnim območjem, znanim kot Sirtika, ki ima velik zgodovinski pomen.
Vzdolž obale Tripolitanije se več kot 300 km izmenjujejo obalne oaze s peščenimi območji in lagunami. V notranjosti od njih leži planota Džifarah, trikotno območje s približno 15.000 kvadratnimi kilometri. Približno 120 km v notranjosti se nižina konča s pobočjem, ki se dviga v gorovje Nafusa z višinami do 1000 metrov, ki je severni rob Tripolitanske planote.
V vzhodnem delu države, Cirenajki, je obalnih oaz manj. Cirenajska planota Mardž pokriva veliko manjše območje kot podobna planota Džifarah v Tripolitaniji. Planota tvori približno 210 km dolg polmesec med Bengazijem in Derno in segajo v notranjost največ 50 km. Drugod vzdolž cirenajske obale sega prepad sušne planote do morja. Za nižino Marj se teren nenadoma dvigne in oblikuje Džabal al Akhdar (Zeleno hribovje), imenovana tako zaradi listnatega pokrova z borovci, brinom, cipresami in divjimi oljkami. Je apnenčasta planota z največjo nadmorsko višino okoli 900 metrov.
Od Džabal al Akhdarja se Cirenajka razteza proti jugu preko pustega pašnega pasu, ki se umakne puščavi Sahara, ki se razteza še dlje proti jugozahodu čez čadsko mejo. Za razliko od Cirenajke se Tripolitanija ne razteza proti jugu v puščavo. Jugozahodna puščavska regija, znana kot Fezan, je bila ločeno upravljana med italijanskim režimom in zveznim obdobjem libijske monarhije. Velika morja sipin, znana kot ergi Idehan Ubari in Idehan Murzuk, pokrivajo velik del dežele Fezan. Vulkansko polje Harudž je v severovzhodnem delu Fezana.
Leta 1969 je revolucionarna vlada uradno spremenila regionalno oznako Tripolitanije v Zahodno Libijo, Cirenajke v Vzhodno Libijo in Fezana v Južno Libijo; vendar so bila stara imena tesno povezana z zgodovino območja in so se v 1970-ih še naprej pogosto uporabljala. Cirenajka obsega 51 %, Fezan 33 % in Tripolitanija 16 % površine države.
Preden je Libija dosegla neodvisnost, se je njeno ime le redko uporabljalo, razen kot nekoliko nenatančen geografski izraz. Ljudje so se raje imenovali domačini ene od treh konstitutivnih regij. Ločenost regij je veliko več kot zgolj geografska in politična, saj so se v veliki meri razvile kot različne družbenoekonomske entitete – vsaka s kulturo, družbeno strukturo in vrednotami, ki se razlikujejo od drugih. Cirenajka se je arabizirala nekoliko prej kot Tripolitanija in prevladovala so beduinska plemena. Preostali sev avtohtonih berberskih prebivalcev pa še vedno ostaja v Tripolitaniji. Fezan je ostal nekakšna severnoafriška divjina, njegove oaze so poseljene pretežno z manjšinskimi etničnimi skupinami.
Mejo med Tripolitanijo in Tunizijo prečkajo nešteti zakoniti in nezakoniti migranti. Nobena naravna meja ne označuje meje, etnična sestava, jezik, vrednostni sistem in tradicija obeh narodov pa so skoraj enaki. Regija Cirenajka meji na Egipt in tudi tu meja ni naravno določena; tako nezakoniti kot zakoniti prehodi so pogosti. Nasprotno pa so meje Fezana z Alžirijo, Nigrom in Čadom redko prečkane zaradi skoraj popolne praznine puščavskega podeželja.
Tudi drugi dejavniki, kot so tradicionalne oblike zemljiške posesti, so se v različnih regijah razlikovali. V 1980-ih je bila njihova stopnja ločenosti še vedno dovolj izrazita, da je predstavljala pomembno oviro pri prizadevanjih za doseganje popolnoma enotne Libije.

## Površina in meje
Površina:

Skupaj:
1.759.540 km2

Kopno:
1.759.540 km2

Voda:
0 km2
Kopenske meje:

Skupaj:
4348 km

Meje držav:
Alžirija 982 km, Čad 1,055 km, Egipt 1,115 km, Niger 354 km, Sudan 383 km, Tunizija 459 km
Obala:
1770 km
Pomorske zahteve:

Teritorialno morje:
12 nmi (22.2 km; 13.8 mi)

opomba: 
zaključna črta zaliva Sirta – 32 stopinj, 30 minut severno.

Izključna ekonomska cona:
351.589 km2

## Podnebje in hidrologija
V Libiji je priznanih kar pet različnih podnebnih območij, vendar sta prevladujoča podnebja vroče poletno sredozemsko podnebje in vroče puščavsko podnebje (Köppnova podnebna klasifikacija Csa in BWh). V večjem delu obalne nižine je podnebje sredozemsko, z vročimi ali zelo vročimi poletji in izjemno milimi zimami. Padavin je malo.
V visokogorju je vreme hladnejše, zmrzali pa se pojavljajo na največjih višinah. V notranjosti puščave ima kljub razmeroma visoki nadmorski višini podnebje dolga, izjemno vroča poletja in visoke dnevne temperaturne razpone zaradi stalnega neba brez oblačka in pretirano suhega ozračja. Najvišja domnevna kdaj koli zabeležena temperatura je bila 13. septembra 1922 v ʽAziziji v Libiji, leta 2012 pa je Svetovna meteorološka organizacija diskreditirala dvomljivo branje in navedla, da so v Furnace Creeku v Dolini smrti v Kaliforniji zabeležili dejansko najvišjo temperaturo na svetu pri 56,7 °C.
Manj kot 2 % državnega ozemlja prejme dovolj padavin za poljedelstvo, največ padavin pade v območju Džabal al Akhdar v Cirenajki, kjer je zabeležena letna količina padavin od 400 do 600 mm. Vsa druga območja države prejmejo manj kot 400 mm, v puščavi Sahara pa 50 mm ali manj. Padavine so pogosto nestalne, izrazita suša pa lahko traja dve sezoni. Na primer, epske poplave leta 1945 so pustile Tripoli pod vodo za več dni, dve leti kasneje pa je huda suša brez primere povzročila izgubo na tisoče glav goveda.
Pomanjkanje padavin se kaže v odsotnosti stalnih rek ali potokov, približno dvajset trajnih jezer pa je brakičnih ali slanih. Leta 1987 so te okoliščine močno omejile kmetijski potencial države kot osnovo za trdno in raznoliko gospodarstvo, ki ga je Gadafi poskušal vzpostaviti. Dodeljevanje omejene količine vode velja za dovolj pomembno, da upraviči obstoj Sekretariata za jezove in vodne vire, poškodovanje vira vode pa se lahko kaznuje z visoko denarno kaznijo ali zaporno kaznijo.
Vlada je zgradila mrežo jezov v vadijih, suhih rečnih strugah, ki po močnem deževju postanejo hudourniki. Ti jezovi se uporabljajo kot zbiralniki vode ter za nadzor poplav in erozije. Vadiji so močno poseljeni, ker je prst na njihovem dnu pogosto primerna za kmetijstvo, zaradi visoke podzemne vode v njihovi bližini pa so logične lokacije za kopanje vodnjakov. V mnogih vadijih pa gladina podzemne vode upada z alarmantno hitrostjo, zlasti na območjih intenzivnega kmetijstva in v bližini mestnih središč. Vlada je izrazila zaskrbljenost nad tem problemom in je zaradi tega projekte razvoja vode, zlasti v okolici Tripolija, preusmerila na kraje, kjer je povpraševanje po podzemnih vodnih virih manj intenzivno. Izvedla je tudi obsežne projekte pogozdovanja.
Obstajajo tudi številni izviri, tisti, ki so najbolj primerni za prihodnji razvoj, ki se pojavljajo ob strminah Džabal Nafusah in Džabal al Akhdar. Vodni viri, o katerih se največ govori, pa so veliki podzemni vodonosniki v puščavi. Najbolj znan med njimi leži pod oazo Kufra v jugovzhodni Cirenajki. Vodonosnik s še večjo domnevno zmogljivostjo je v bližini oazne skupnosti Sabha v jugozahodni puščavi.
V poznih 1970-ih so v Kufri in Sabhi izvrtali vodnjake kot del velikega kmetijskega razvoja. Še večji podvig je tako imenovana Velika umetna reka, ki so jo začeli izvajati leta 1984. Namenjena je izkoriščanju ogromnih vodonosnikov oaz Kufra, Sarir in Sabha ter prenašanju nastale vode na sredozemsko obalo za uporabo v namakanju in industrijskih projektih.

## Teren in raba tal
Teren:
večinoma puste, ravne do valovite ravnice, planote, kotanje
Ekstremne višine:

najnižja točka:
Sabkhat Ghuzajil -47 m

najvišja točka:
Biku Biti 2267 m
Naravni viri:
nafta, zemeljski plin, sadra
Raba tal:

njive:
0,99%

trajni nasadi:
0,19%

drugo:
98,82% (2011)
namakane površie:
4700 km2 (2003)
Skupni obnovljivi vodni viri:
0,7 km3

## Okoljska vprašanja
Naravne nevarnosti: 
vroč, suh, s prahom obremenjen ghibli je južni veter, ki traja od enega do štirih dni spomladi in jeseni; prašne nevihte, peščene nevihte
Okolje - aktualna vprašanja: dezertifikacija; zelo omejeni naravni viri sladke vode; projekt Great Manmade River, največja shema razvoja vode na svetu, se gradi za prenos vode iz velikih vodonosnikov pod Saharo v obalna mesta
Okolje - mednarodni sporazumi:
podpisnica: Biotska raznovrstnost, Podnebne spremembe, Podnebne spremembe-Kjotski protokol, Dezertifikacija, Ogrožene vrste, Nevarni odpadki, Morsko odlaganje, Montrealski protokol, Onesnaževanje z ladij, Mokrišča

podpisano, a ne ratificirano: Pravo morja

## Ekstremne točke
To je seznam skrajnih točk Libije, točk, ki so bolj severno, južno, vzhodno ali zahodno od katere koli druge lokacije.
- Najsevernejša točka – Ras Ajdir na točki, kjer meja s Tunizijo vstopi v Sredozemsko morje, okrožje Nuqat al Khams
- Najbolj vzhodna točka – Marsa er Ramla na točki, kjer meja z Egiptom vstopi v Sredozemsko morje, okrožje Butnan
- Najjužnejša točka - tritočka s Čadom in Sudanom, okrožje Kufra
- Najzahodnejša točka - neimenovana točka na meji z Alžirijo neposredno vzhodno od Ghadamesa, okrožje Nalut